# Ehnaton
Ehnaton (régiesebb átírásokban Ehnáton, Ekhnáton, vagy Khunáton), uralkodásának első négy évében IV. Amenhotep (ógörögül néha IV. Amenóphisz) ókori egyiptomi fáraó, az újbirodalmi XVIII. dinasztia tizedik uralkodója, aki i. e. 1353–1336 vagy 1351–1334 között uralkodott.
Leginkább az Amarna-reformról, átfogó vallási-kulturális reformjáról ismert, amely során bevezette a napkoronggal fémjelzett Atont dicsőítő istentiszteletet. Neki szentelte új fővárosát, Ahet-Atont is. A hagyományos egyiptomi többistenhitet felváltó Aton-kultuszt egyiptológusok monolatrizmusnak, henoteizmusnak, vagy kvázi egyistenhitnek tartják. Mivel a vallás az ókori egyiptomiak életének minden részét áthatotta, a reformok is számtalan területre kiterjedtek, köztük a művészetre, melyre korábban sosem látott naturalizmus lett jellemző.
A hagyományos egyiptomi vallás elhagyását nem fogadták el széles körben. Halála után műemlékeit elbontották vagy elrejtették, szobrait megsemmisítették, nevét törölték a királylistákról. Halála után a hagyományos többistenhívő vallási gyakorlat fokozatosan helyreállt. Amikor több évtizeddel később a XVIII. dinasztia előző fáraóival közvetlen kapcsolatban nem álló uralkodók új dinasztiát hoztak létre, Ehnatont és közvetlen utódait elítélték, Ehnatonra magára az ellenség vagy az a bűnöző szavakkal hivatkoztak.
Ehnaton főfelesége, a legendás szépségű Nofertiti főként gyönyörű mellszobráról híres, mely az egyiptomi portrészobrászat talán legismertebb alkotása.

## Családi háttere
III. Amenhotep fáraó és Tije nagy királyi hitves fiaként született. Ekkor még Amenhotepnek hívták. Nem ő volt a trónörökös, hanem Thotmesz nevű bátyja, aki azonban fiatalon meghalt. Négy lánytestvérét azonosították – Szitamon, Iszet, Henuttaneb és Nebetah hercegnőket, akik közül Szitamon és Iszet, de talán Henuttaneb is, feleségül ment saját apjához. Többnyire a legfiatalabb húgaként azonosítják Baketaton hercegnőt, akiről azonban az is felmerült, hogy talán a lánya, mellékfeleségétől, Kiától.
Fiútestvérei Thotmesz kivételével már nehezebben azonosíthatóak, tekintve, hogy a kor művészeti hagyományai értelmében a hercegnőket sokkal gyakrabban ábrázolták, a hercegek a háttérben maradtak. A kevéssé ismert Szemenhkaré, akit uralkodása utolsó éveiben társuralkodóvá nevezett ki, talán az öccse volt, de lehet, hogy a fia, míg a Szemenhkarét követő Tutanhamonról is feltételezték korábban, hogy az öccse, de már kiderült, hogy a fia.
Bár konkrét bizonyíték nincs rá, egyes jelek azt sugallják, anyjának, Tijének a testvére volt az udvarban fontos pozíciót betöltő Ay, akiről – ismét csak közvetett bizonyítékok alapján – feltételezik, az apja volt Nofertitinek, Ehnaton feleségének, akivel eszerint az elmélet szerint unokatestvérek voltak. Nofertititől hat leánya született, közös fiukról nem tudni. Nofertiti mellett még egy felesége ismert, Kia, aki jelentőségében sosem ért fel a fő királynéval. A 2010-ben publikált DNS-vizsgálatok, melyek Ehnaton múmiáját is azonosították, bebizonyították, hogy Tutanhamon szülei Ehnaton és egy lánytestvére.
Amenhotep herceg fiatal koráról, neveltetéséről kevés az adat. Bátyjáról, Thotmeszről ismert, hogy Memphiszben töltött be fontos pozíciót, mint Ptah főpapja. Amennyiben Amenhotep örökölte elhunyt bátyja pozícióit, ő is Memphiszben készült fel az ország kormányzására, és későbbi művészeti felfogásával egybevág a kézművesek istene, Ptah főpapjának egy hagyományos címe: „a mesteremberek legnagyobbika”, mely minőségében a művészek felügyelője volt. Vallási nézeteire azonban nagyobb hatással lehetett Ré napisten kultuszközpontja, Héliopolisz, amelynek több szülötte is feltűnik később Amenhotep kíséretében.

## Uralkodása

### A társuralkodás kérdése
A korszak egyik legvitatottabb kérdése, III. Amenhotep még életében társuralkodóvá tette-e maga mellett fiát, és ha igen, meddig tartott a társuralkodás. Az bizonyos, hogy III. Amenhotep uralkodásának 38. évében hunyt el és IV. Amenhotep követte Egyiptom trónján. Egyes elméletek szerint Ehnaton 17 uralkodási évéből tizenkettőt apjával közösen uralkodva töltött, míg mások ennél jóval rövidebb időre, 1-2 évre teszik a társuralkodást, a tudósok többsége pedig teljesen elveti az elméletet. Ennek oka, hogy a társuralkodásra utaló bizonyítékok többféleképpen is értelmezhetőek. Legutóbb 2014-ben, Amenhotep-Hui vezír sírjának falán találták meg régészek mindkét fáraó kártusba foglalt nevét egyazon helyen. A régészek szerint ez annak bizonyítéka, hogy a két fáraó pár évig biztosan együtt uralkodott, mások szerint azonban csupán azt jelenti, hogy a sír építését III. Amenhotep idején kezdték el és IV. Amenhotep alatt fejezték be, ezért tisztelete jeléül Amenhotep-Hui mindkét uralkodó nevét a falra vésette.

### Az első öt év

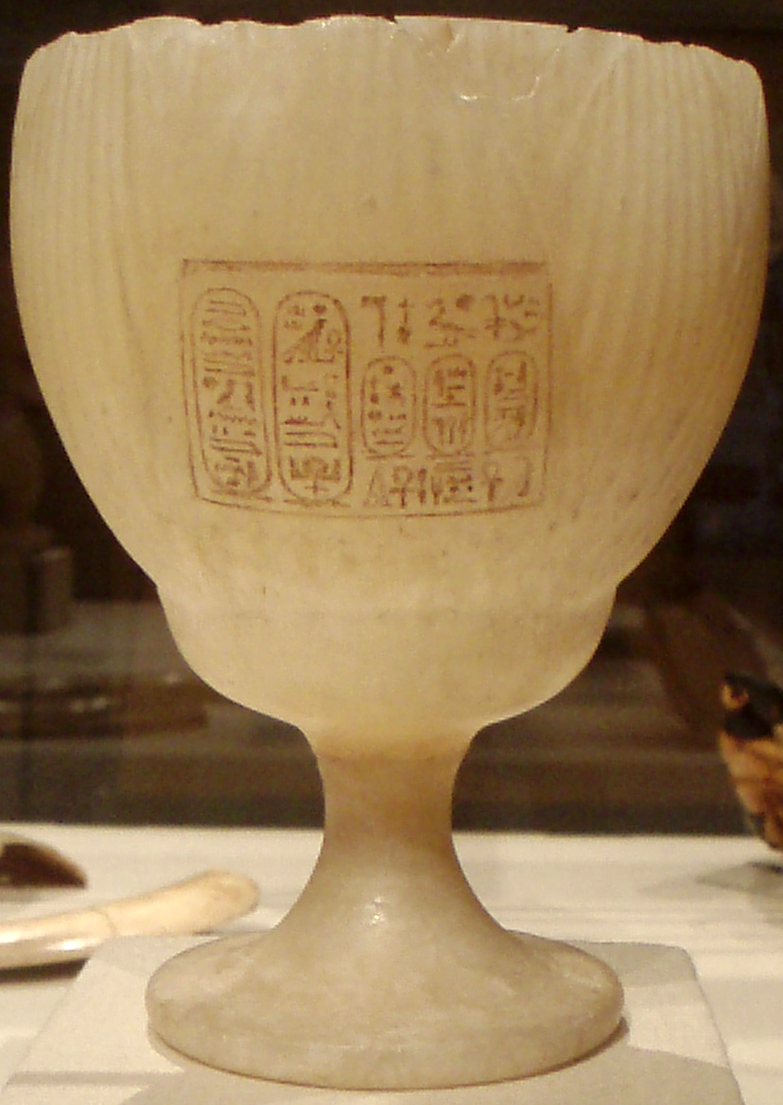
Kehely IV. Amenhotep nevével. Tőle balra Aton, jobbra Nofertiti neve

Amenhotepet hivatalosan a thébai Ámon koronázta meg, és uralkodása első tetteként Ámon kultuszának központjában, a karnaki templomban kezdte meg egy frissen felépített, de még díszítetlen kapu képeinek és feliratainak kialakítását. A legkorábbi képeken a fáraó még a hagyományos módon, sólyomfejű emberként ábrázolt napistent, Ré-Harahtit imádja, nem sokkal később azonban már megjelenik Aton, a napkorong is. Aton neve már középbirodalmi szövegekben is előfordul, III. Amenhotep uralkodása alatt azonban egyre nagyobb jelentőségre tett szert, párhuzamosan azzal a tendenciával, hogy a fáraó istenítése egyre inkább szoláris jelleget öltött.
Új istene tiszteletére IV. Amenhotep templom építésébe kezdett. A templomnak a Gempaaton („a napkorong megtaláltatott”) nevet adta, felépítése helyéül pedig olyan helyet választott, amely nyílt kihívásként is felfogható volt Ámon papsága ellen: a karnaki templomkomplexum közvetlen szomszédságát. A kelet-karnaki építkezésekhez új kőfejtőket nyitottak, és új munkásokat is toboroztak; a munkálatokat Amenhotep héliopoliszi származású udvaroncai, Maja, a seregek írnoka és Bek szobrász irányították. A Gempaaton-komplexumhoz palota is tartozott, és a fáraó minden bizonnyal azonnal átköltözött ide, amint elkészült (első lakhelye az apja által nem sokkal korábban építtetett fényűző Malkata palota volt).
IV. Amenhotep uralkodásának egyik fontosabb fordulópontjáról a trónralépése utáni második év elejéről fennmaradt beszéd tanúskodik, amely a Théba melletti karnaki templom egyik pülónján olvasható. A fáraó a királyi udvarhoz, hivatalnokohoz vagy a néphez intézett beszédében mintha sejtette és magyarázta volna későbbi vallási reformjait és az Aton középpontba helyezését. Bizonyos egyiptológusok a beszédet kiáltványhoz hasonlították. Beszédében IV. Amenhotep kinyilatkoztatta, hogy az Egyiptomban azelőtt tisztelt istenek nem voltak hatékonyak, beszüntették mozgásukat és templomaik romba dőltek. A fáraó ezt szembeállította az egyedüliként megmaradt Aton napkoronggal, az örökké mozgó és létező istennel, ezzel igazolva az isten egyedüli tiszteletét.
Még uralkodása első öt évében, feltehetőleg a 3. évben Amenhotep megrendezte első szed-ünnepét. Ennek pontos oka vitatott; mivel erre az ünnepségre rendszerint a fáraó 30. uralkodási évében került sor, utána pedig kb. háromévenként, és célja kimondottan az idősödő fáraó rituális megfiatalítása volt. Csak találgatások vannak arról, miért érezte szükségét az ünnep megtartásának IV. Amenhotep, aki legfeljebb húszas évei elején járhatott. Vannak, akik ezt a társuralkodás bizonyítékának tartják, és úgy gondolják, III. Amenhotep egyik jubileumával esett egybe, mások feltételezik, hogy IV. Amenhotep úgy döntött, apja halála után is háromévente megrendezi annak jubileumi ünnepségét, vagy a jubileumot valójában Aton tiszteletére rendezték, akinek nevében a fáraó kormányozta az országot, és akinek már a feliratokon is kártusba írták a nevét, ami királyi előjog volt; esetleg III. Amenhotepet halála után egynek tekinteték Atonnal, így a jubileum mindkettejüknek szólt. Az is lehetséges, hogy az ünnepség célja az volt, hogy erővel töltse el a fáraót nagy vállalkozása, Aton kultuszának bevezetése és az új főváros megalapítása előtt.

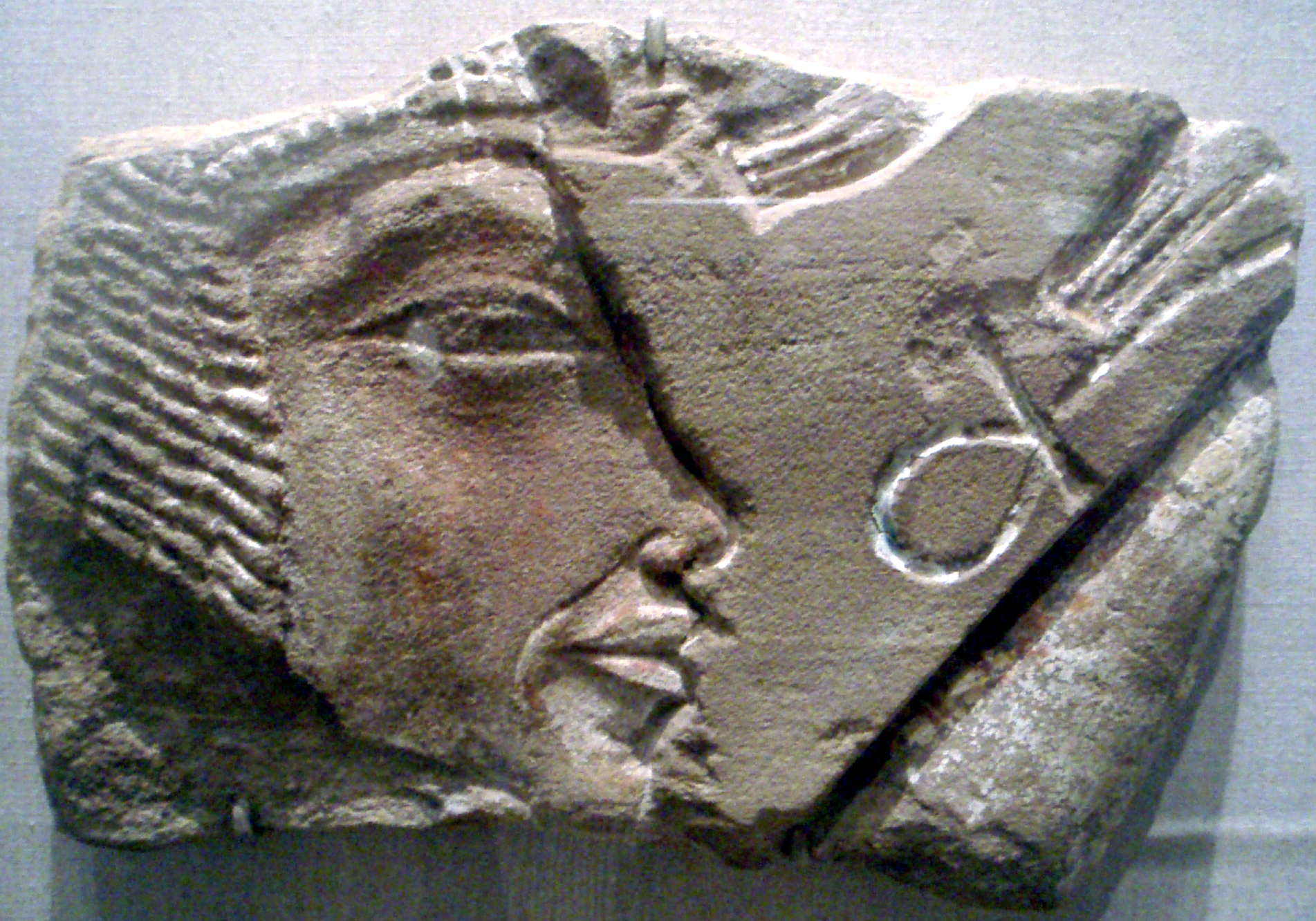
Nofertiti egy korai ábrázolása

Nofertiti valószínűleg már uralkodása első évében vagy még azelőtt Amenhotep felesége lett. A királyné minden bizonnyal nagy befolyással bírt; a királyi család nőtagjai a dinasztia korábbi története folyamán szinte végig olyan fontossággal bírtak, ami más ókori társadalmakra nem nagyon volt jellemző, és ez ebben az időben érte el egyik tetőpontját. Mind Nofertitit, mind anyósát és talán nagynénjét, Tijét olyan jelenetekben ábrázolják (például az ellenség eltiprása közben), ami korábban csak a fáraónak járt ki. Nofertitinek külön temploma épült a Gempaatonban, a Hut-benben, amelyben a fáraót szokatlan módon nem is ábrázolják.
A IV. Amenhotep trónra lépése utáni első öt évben már megszületett hat leánygyermekük közül az első három, akik mind a nevükben viselték Aton nevét: Meritaton („Aton kedveltje”, legkésőbb a 2. uralkodási évben), Maketaton („Aton védence”, a 3. vagy 4. évben) és Anheszenpaaton („Az ő élete Atoné”, az 5. év előtt).

### A reformok

#### Ahet-Aton
IV. Amenhotep első öt uralkodási évében Aton már elkezdte ugyan háttérbe szorítani a többi istent, de kultuszát még nem kísérelték meg kizárólagossá tenni, és Ámon papságát sem üldözték – a 4. évben Ámon főpapja még mindig hatalmon volt, és a szed-ünnepen is részt vettek Ámon kamarásai. Aton tisztelete ebben az időben még nem nevezhető egyistenhitnek, csupán henoteizmusnak, azaz a fáraó, bár egyedül Atont tisztelte, elismerte a többi isten létét is.

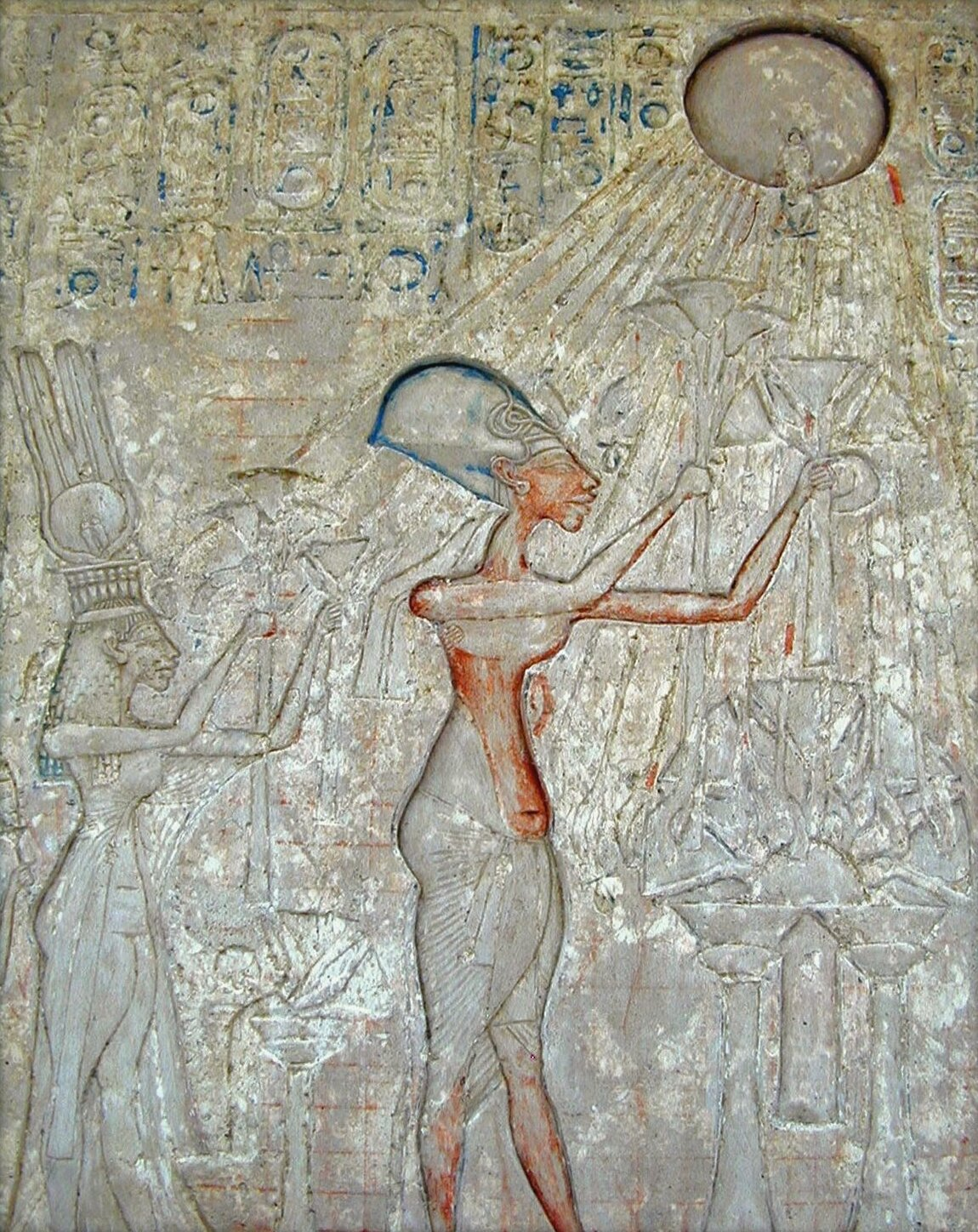
Ehnaton, Nofertiti és két lányuk

Az ötödik évben drámai változásokra került sor. Egy levél, amelyet Ipi, a király memphiszi háznagya küldött, még arról számol be, hogy Ptah templomában minden a megszokott rendben megy, ez a levél azonban az utolsó, mely a fáraót Amenhotepnek nevezi. Hogy istene iránti elkötelezettségét mutassa, az uralkodó megvált régi nevétől, az Amenhoteptől, amelynek jelentése „Ámon elégedett”, és az Ehnaton („Aki üdvös Aton számára” vagy „Aki hasznos Atonnak”) nevet vette fel. Nofertiti nevéhez, amely eredetileg egy istenre sem utalt (jelentése: „A szépség megérkezett”), hozzátették a Nofernoferuaton („Aton legszebbje”) nevet, ebben a formában először a Hut-benben falain fordul elő.
A karnaki építkezéseik abbamaradtak; Nofertiti Hut-benben temploma után a királyi család nem kezdett több építkezésbe Thébában; Ámon szent városában nem harcolhatott Ámon ellen. Valószínűleg ellenállásba ütközött a nagy hatalmú papság részéről, ezért Aton számára olyan területet választott, amely, ahogy a város alapítószövegében maga Ehnaton fogalmazott, korábban „nem volt sem istené, sem istennőé, sem királyé, sem királynőé, senki más nem mondhatja magáénak”.

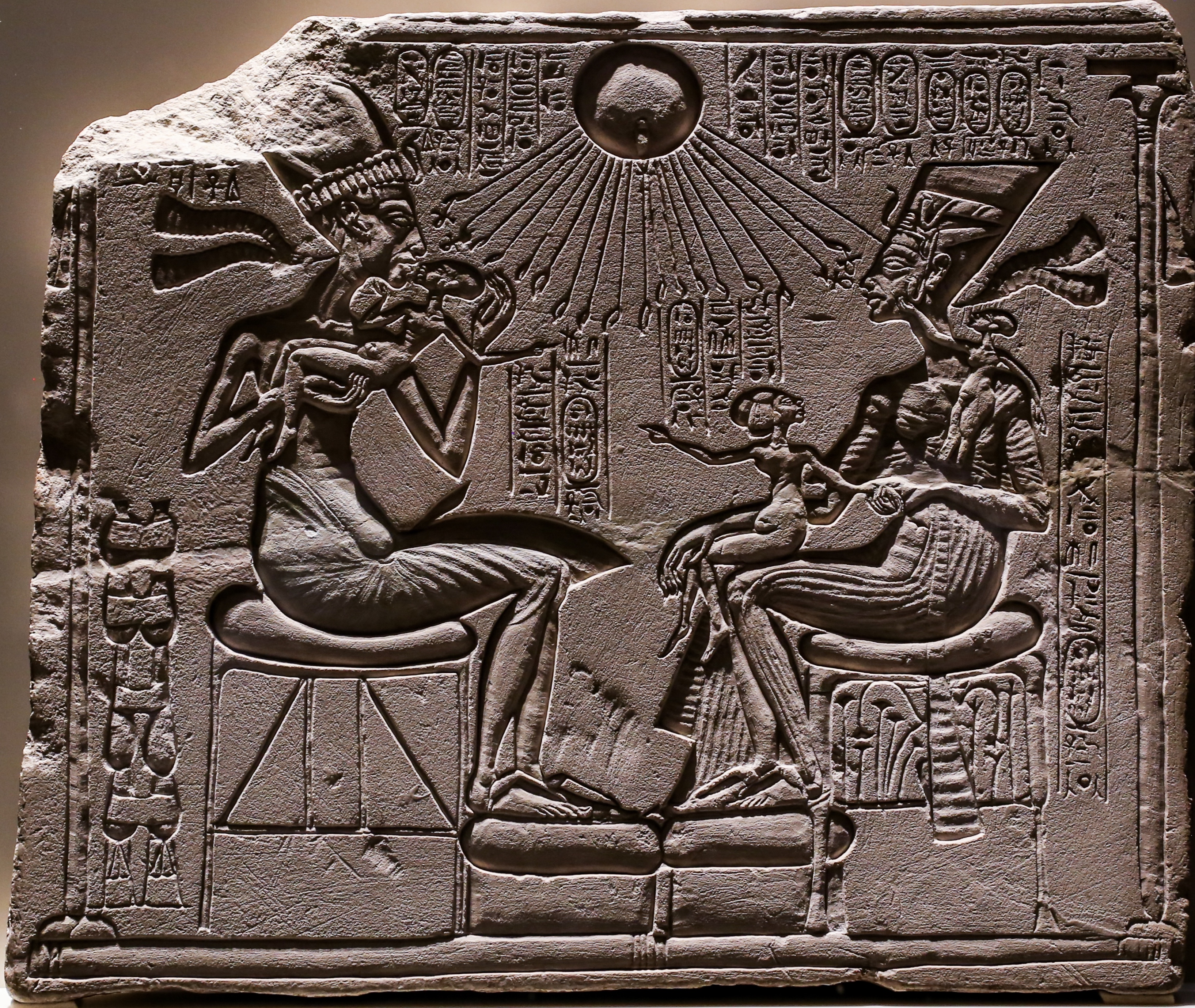
Ehnaton, Nofertiti és három lányuk Aton sugarai alatt

Új, Atonnak szentelt fővárosa az Ahet-Aton, azaz „Aton fényhegye” vagy „Aton horizontja” nevet kapta (ma El-Amarnaként ismert, és az egész korszakot róla nevezték el Amarna-kornak). A helyszín kiválasztásában szerepet játszhatott egy sziklahasadék, amely épp úgy helyezkedett el, hogy a nap a két szikla közt kelt fel, ahogy az ahet (kb.: „horizont”) hieroglifa. (Az egyiptomi templomok bejárati pülónjai ugyanezt a formát utánozzák.) Maga a város nagyrészt tudatos tervezés eredménye. Határait ún. határkősztélék jelölték ki, melyeken Ehnaton városalapító nyilatkozata olvasható. A sztélékről megtudjuk Ahet-Aton alapításának pontos dátumát – az 5. uralkodási év 8. hónapjának 13. napja –, illetve hogy a fáraó áldozatot mutatott be Atonnak (azon a helyen, ahol a később felépült Nagy Aton-templom legbelső szentélye állt), és felsorolja az épületeket, amelyeket a városban emeltetni tervezett. A közelben kezdte kialakíttatni sírját is, szakítva a dinasztia uralmának korai szakaszában kialakult hagyománnyal, amely a Királyok völgyét jelölte ki az uralkodók temetkezési helyéül. A határkősztélék mindegyikén látható Ehnaton, Nofertiti és mögöttük egy, két vagy három lányuk alakja, fölöttük Aton, akinek kezekben végződő sugarai az ankhot, az élet jelét nyújtják feléjük.
Ahet-Aton gyorsan épült, köszönhetően az újfajta építkezési módnak, amely a korábbiaknál lényegesen kisebb kőtömböket használt. Ehnaton a 6. évben ismét ellátogatott az épülő városba, és újabb határkősztéléket állíttatott, valamint megesküdött, hogy sosem fogja elhagyni a várost. Ez nem szó szerint értelmezendő, valószínűleg csak hagyományos szófordulat volt, mivel ellentmond neki a következő kijelentés, mely szerint ha máshol halna meg, hozzák vissza testét Ahet-Atonba eltemetni.
A 6. és 8. uralkodási évet Ahet-Atonban lázas építkezés jellemezte. Ezzel ellentétben Thébában lassan kezdett leállni a munka – a megkezdett Aton-templomokat nem folytatták, a Királyok völgyének sírjain dolgozó munkások faluját áttelelepítették az ahet-atoni munkásfaluba. Az ország többi részén azonban folytak építési munkálatok – a nagyobb kultuszközpontokban, mint például Héliopolisz és Memphisz, szintén épültek templomok Aton számára.

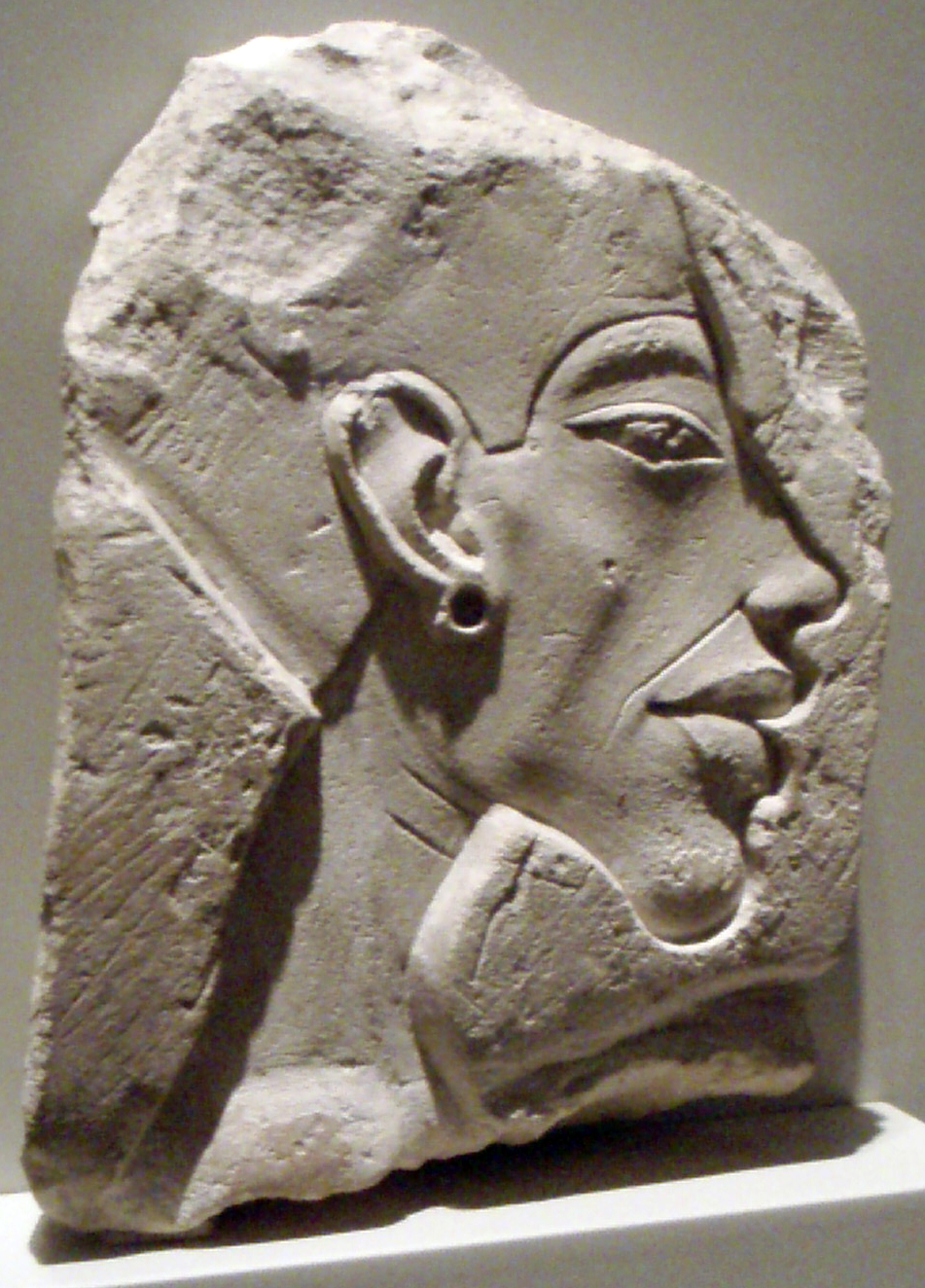
Eltúlzottan naturalisztikus ábrázolásmód

A 8. uralkodási év végére Ahet-Aton elérte azt az állapotot, hogy a királyi család elfoglalhassa. Nem a teljes thébai udvartartás, csak leghűbb alattvalói követték Ehnatont és gyarapodó családját (a 7. vagy 8. évben már negyedik lánya, az anyja után elnevezett Nofernoferuaton is megszületett), közülük a legtöbben nem régi nemesi családokból származtak, hanem a fáraó alacsony sorból emelte ki őket. A hivatalnoki rétegre támaszkodhatott, amelynek tagjait ő emelte magas rangra, de a korábban feltételezettekkel szemben minden bizonnyal a hadsereg támogatását is élvezte, hiszen nélkülük a radikális változtatásokat képtelenség lett volna végrehajtani.
Ugyanebben az évben fordul elő Aton teljes neve utoljára abban a formában, ahogy eddig használták („Él Harahti, ujjong ő a Fényhegyen az ő Su nevében, aki Aton”), ezután minden, más istenekre tett utalás eltűnt belőle („Él Ré, a Két Fényhegy ura, ki örvend a horizonton az ő megjelenésében mint Ré, az atya, aki visszatér, mint Aton)”.
Az új fővárosba költözés és Aton nevének újabb, a korábbi isteneket nem említő változatának bevezetésével eshetett egybe a vallási reform szigorúbbá válása. Egyiptom többi istenének a kultuszát betiltották, ünnepeiket nem rendezték meg. A templomaiknak korábban juttatott jövedelmek egy részét már korábban is átirányították Aton kincstárába. Megkezdődött a hadjárat a többi isten ellen, különösen Ámon képeinek, nevének és szimbólumainak eltüntetése, kivakarása minden feliratról. Még az olyan fogalmakat, amelyeknek hieroglif jele megegyezett egy-egy isten ábrázolásával (ilyen volt az anya szó, mely egyiptomi nyelven megegyezett Ámon hitvese, Mut nevével, és hieroglif jele az őt ábrázoló keselyűalak volt; másik példa az igazság jelentésű maat szó, melyet Maat istennő ülő figurájával írtak) is másképpen, fonetikusan írták ezentúl, elkerülve a tiltott istenek ábrázolását. Mindez Rét nem érintette, őt ugyanis Ehnaton hangsúlyozottan egynek tekintette Atonnal. Ez abból is nyilvánvaló, milyen neveket kapott Nofertititől született két legfiatalabb lánya, akik nagyjából ebben az időben születtek: Nofernoferuré („Ré legszebbje”) és Szetepenré („Ré választottja”).

#### Művészet

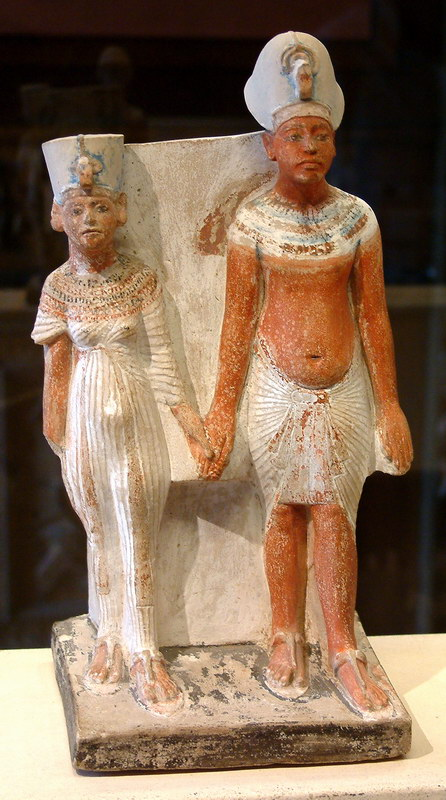
Ehnaton és Nofertiti szobra egy magánkápolnából

Mind az isten teljes neve, mind az Ay amarnai sírjában fennmaradt Aton-himnusz, amelyet valószínűleg maga Ehnaton írt, összefoglalja az új vallás lényegét. Aton a teremtő isten, aki a napkorong formájában jelenik meg, ő teremtette és tartja fenn az egész világot (nem csak Egyiptomot). Saját magát a fáraó továbbra is kapocsnak tekintette ég és föld között; a himnusz befejező sorai szerint Atont igazán csak ő és Nofertiti ismeri.
A művészet szorosan összefüggött a vallással. Az Ehnaton uralkodására jellemző művészet Ahet-Atonban fejlődött ki teljesen, jellemzője a könnyed természetesség, a néha már eltúlzott naturalizmus. A királyi családot, akiket mindaddig formális, merev pózban ábrázoltak, most mindennapi tevékenységeik közepette jelenítik meg a képeken. A falakat és oszlopokat élénk színekkel festett, vidám természeti jelenetek díszítik. Bek, az egyik ahet-atoni szobrász hangsúlyozza, hogy az új művészeti stílusra maga a fáraó tanította meg a mesterembereket.
Az újfajta ábrázolásmód minden naturalizmusa ellenére sem volt mentes a szimbolizmustól. Ehnatont szobrain gyakorta ábrázolják széles csípővel és más nőies jegyekkel; lányainak koponyaformája erősen nyújtott. Ehnaton feminin jellegű ábrázolásmódját egyesek betegségnek tartják, de valószínűbb, hogy az ábrázolások oka nem betegség volt, hanem a fáraó vallási elképzelésének részét képezték. A fáraó Aton gyermeke és az ő képviselője a földön, maga Aton, a teremtő isten egyszerre az emberiség apja és anyja, egyetlen istenként ő a férfi és női princípium egyben.
A reformok egy másik fontos területet is érintettek: az egyiptomi írást. Míg a beszélt nyelv Egyiptom hosszú történelme alatt folyamatosan változott, az írás már korán rögzült, és a XVIII. dinasztia idejére már lényegesen eltért egymástól az írott és a beszélt nyelv. Ehnaton uralkodása alatt a beszélt nyelv vált az írás nyelvévé.

### Külpolitikája

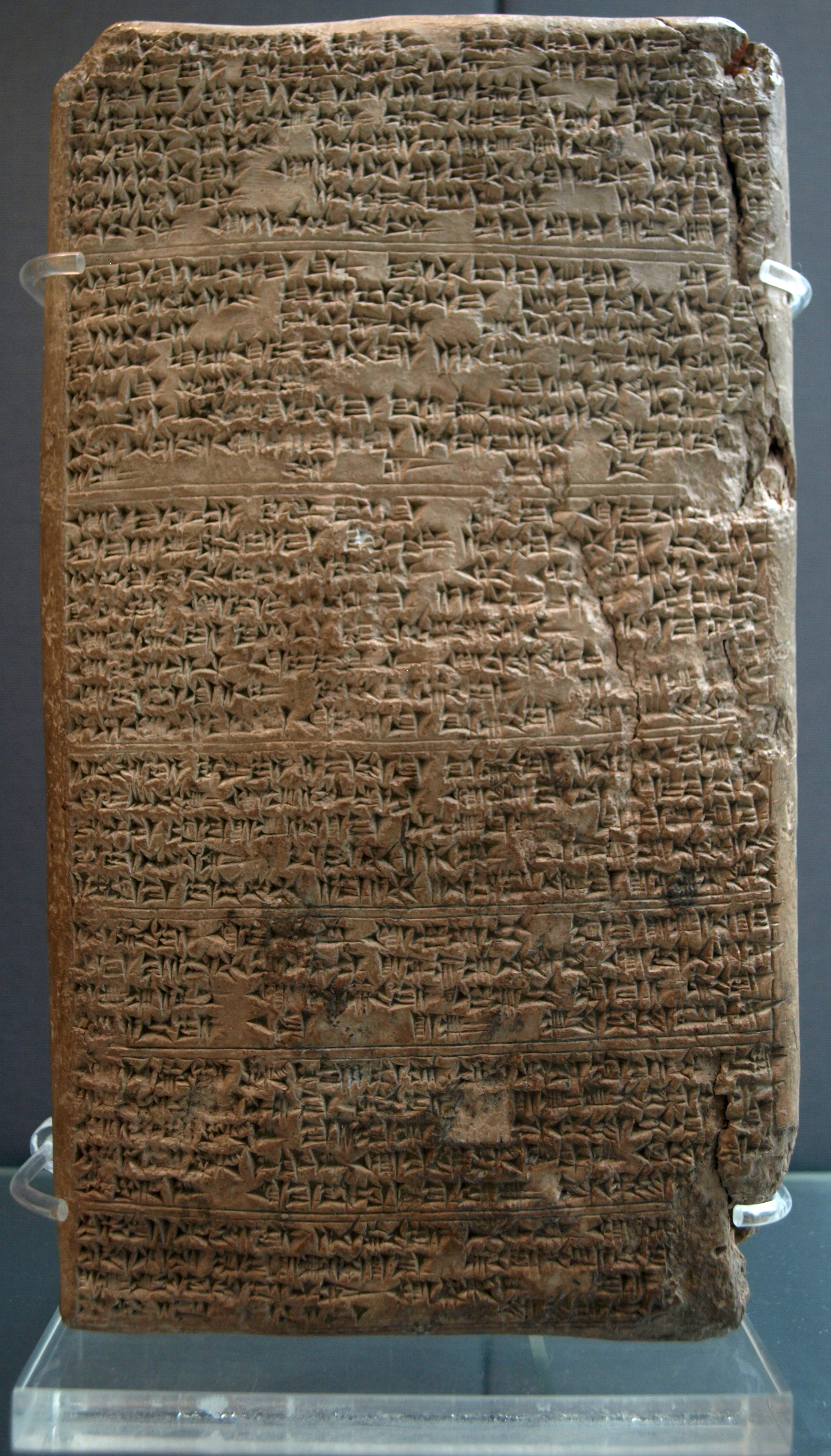
Az Amarna-levelek egyike, amelyet Tusratta III. Amenhotepnek írt, a Taduhepa királylánnyal köttetendő házasság részleteiről

Az Amarna-kor külpolitikáját illetően a legfontosabb történelmi dokumentumok az ún. Amarna-levelek, amelyeket Ehnaton palotájától nem messze, a királyi levéltárban találtak meg. A kb. 350 darab, akkád ékírással írt cseréptöredék legnagyobb része nyugat-ázsiai uralkodóktól érkezett, akik Ehnaton szövetségesei vagy vazallusai voltak.
A leletek arra utalnak, hogy az egyiptomi diplomácia kulcskérdésnek tekintette az I. Szuppiluliumasz alatt szíriai és palesztinai befolyási területeket is veszélyeztető intenzív hettita terjeszkedés ellensúlyozását. Mivel a hagyományos szövetségessel, Mitannival ebben az időben hűvösebbé vált a viszony (az EA 27 jelű levélben Tusratta, Mitanni királya arra panaszkodik, hogy Ehnaton csak aranyozott szobrokat küldött neki az apja által ígért színarany szobrok helyett), azonkívül az ország ebben az időszakban polgárháborúk és hettita támadások martalékává vált, új mezopotámiai barátra volt szükség.
Bár II. Burnaburias, Babilon kassú királya feleségül adta hozzá lányát, és leveleiben testvérének nevezte a fáraót, Ehnaton diplomáciája a nem különösebben erős Babilon helyett inkább a Mitannitól függetlenedett, annak elpusztításában is szerepet játszó észak-mezopotámiai asszírok mellé állt, és fogadta I. Assur-uballit követeit. (A kezdeti tiltakozás ellenére Burnaburias is felismerte, hogy Asszíria komoly katonai erőt képvisel, ezért feleségül vette az Amarna-levelekben vazallusának nevezett asszír uralkodó lányát.) A döntés helyesnek bizonyult, Asszíria valóban nagyhatalommá vált, de csak a hettita–egyiptomi konfliktus kiteljesedését követően.
Ehnatont gyakran tartják pacifistának, a neki küldött levelek azonban rámutatnak, nem hanyagolta el a külpolitikát. A 12. évben levert egy núbiai lázadást, és az ingatag hűségű észak-ázsiai vazallus országokba is küldött rendfenntartó erőket. Ríbaddi bübloszi királynak, Egyiptom vazallusának leveleit, szám szerint hatvanat – amelyekben Ríbaddi hiába kér egyiptomi segítséget ellenségével, Abdiasirtával, Amurru királyával, majd az őt követő Aziruval szemben, akik szintén Egyiptom vazallusai voltak – gyakran hozzák fel példaként arra, hogy Egyiptom hatalma fokozatosan csökkent ezeken a területeken; az Amarna-levelek sorrendje azonban a dátumozás hiánya miatt nehezen eldönthető, és jelentheti az egyiptomi befolyás pillanatnyi megingását is. Az is lehetséges, hogy Ríbaddinak segítséget nyújtani egyszerűen nem érte volna meg, mert túl nagy katonai beavatkozás lett volna ahhoz képest, hogy mindössze fenntartotta volna a status quót a kisebb államok közt. Aziru végül elűzte Ríbaddit, aki ezután feltehetőleg meghalt; Ehnaton levélben fejezte ki nemtetszését Azirunak, és árulással is megvádolta, majd maga elé rendelte és egy teljes évig az egyiptomi udvarban tartotta, végül azonban kénytelen volt elengedni, mert a hettiták már Amurrut veszélyeztették. Aziru hazatérve átállt a hettiták oldalára.
A levelek a bibliai kutatásokban is szerepet kaptak, mivel több levél érkezett Uru-Salem (Jeruzsálem) királyaitól. Ezek a levelek pontos képet adnak a zsidók kora előtti Palesztina viszonyairól.

### Az utolsó évek
Az ahet-atoni nemesi sírokban ábrázolt jelenetekből úgy tűnik, a 12. uralkodási évben nagy ünnepségre került sor Ehnaton fővárosában. Ezt rendszerint „az idegen adók szemléje” néven említi a szakirodalom, és lehetséges, hogy kapcsolatban állt az ebben az évben lezajlott núbiai hadjárattal. Azok, akik azon a szemléleten vannak, hogy Ehnaton tizenkét évig társuralkodó volt apjával, az ünnepséget Ehnaton egyeduralkodóként való trónra lépéseként értelmezik. Az eseményt, amely a 12. év 6. hónapjának 8. napján zajlott, részletesen megörökítették több udvaronc sírjában; mind az ünnepi felvonulásról, mind a külföldi uralkodóktól érkező ajándékok megjelennek (köztük nemcsak egzotikus állatok, arany- és ezüsttárgyak, hanem rabszolgák és elfogott lázadók is), ahogyan a teljes királyi család is. Ez az utolsó alkalom, hogy Ehnatont, Nofertitit és hat lányukat együtt ábrázolták.

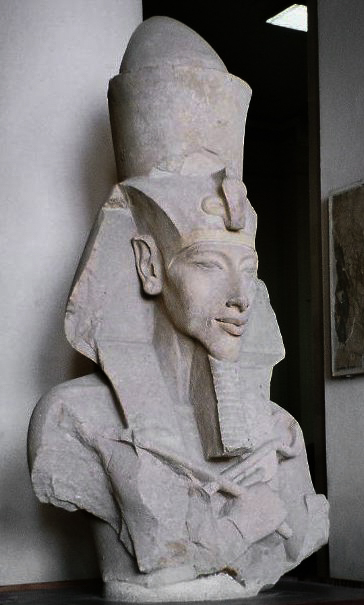
Ehnaton-szobor

A 12. évvel a napsütötte aranykor lezárult. Egyiptom szövetségesét, Mitannit végleg legyőzte a Hettita Birodalom, amely az elkövetkező években egyre nagyobb fenyegetést jelentett Egyiptom számára is. A királyi családot személyes tragédiák is érték. Feltételezések szerint járvány pusztított az országban, mert alig pár év leforgása alatt a királyi család több tagja is végleg eltűnik a színről – a 14. év után nem hallani többet sem Tije anyakirálynéról (akinek ahet-atoni tartózkodását egy szolgája, Huja megörökítette sírjában), sem Ehnaton több lányáról.
Több idegen uralkodó is említi a feltehetőleg az egész Közel-Keleten tomboló járványt leveleiben, és fertőző betegség nem sokkal korábban is felüthette a fejét Egyiptomban, mert III. Amenhotep több száz szobrot emeltetett Szahmet istennőnek, aki a járványok úrnője is volt. Elterjedt elmélet azonban, hogy Ehnaton második lánya, Maketaton halálát – amit a királysírban szívszorító realizmussal ábrázolnak – nem a járvány okozta, hanem a szülésbe halt bele, mert halálos ágya mellett egy nőalak kisgyermeket tart a karjában. A hieroglifák sajnos nem maradtak fenn, így lehetetlen azonosítani a jelenet szereplőit, de Maketaton feltételezett terhességére, valamint arra a tényre, hogy Ehnaton három legidősebb lánya közül, úgy tűnik, a másik kettőnek, Meritatonnak és Anheszenpaatonnak is született gyermeke még Ehnaton uralkodása alatt, egy elmélet épült, mely szerint Ehnaton fiúörökösre vágyva feleségül vette három legidősebb lányát. Tényleges bizonyíték azonban nincsenek sem ezekre a házasságokra, sem arra, kik voltak a szülei az ifjabbik Meritatonnak és Anheszenpaatonnak, már amennyiben a két hercegnő valóban létezett.
Talán a tragikus események miatt történt, hogy a tiltott istenek üldözése minden eddiginél nagyobb mértéket öltött. a 14. uralkodási évben Ámon nevét már olyan helyekről is kivésték, mint például Ehnaton apjának, III. Amenhotepnek a neve Tije királyné személyes tárgyain. Ámon felesége, Mut ugyanekkora üldöztetést szenvedett el.
Uralkodása utolsó éveiben Ehnaton mellett egy vagy két rejtélyes társuralkodó tűnt fel. A korábban egy személynek tartott társuralkodó kiléte sokáig viták tárgya volt, neveként ugyanis előfordul a Szemenhkaré, illetve a Nofernoferuaton név is, uralkodói neve pedig egyaránt előfordul hím- és nőnemű alakban is (Anhheperuré illetve Anhetheperuré). Ezenkívül bizonyíték van arra, hogy Szemenhkaré feleségül vette Ehnaton legidősebb lányát, Meritatont. Tekintve, hogy a Nofernoferuaton név Nofertiti egyik neve volt, és a királynét körülbelül attól az időtől nem említik többé, hogy a társuralkodó színre lépett, feltételezték, hogy a két személy azonos, és hogy Nofertiti – Hatsepszut fáraónőhöz hasonlóan – férfiként ábrázoltatta magát, a királynéi szerepet pedig innentől Meritaton töltötte be. A legutóbbi bizonyítékok arra mutatnak, két társuralkodó követte egymást Ehnaton mellett: Nofernoferuaton, aki a királyi család egy nőtagjával (talán Nofertitivel, vagy Meritatonnal) azonos, és Szemenhkaré, aki Ehnaton fia vagy öccse volt, és házasságot kötött a hercegnővel. Kérdéses, melyikük uralkodott korábban.
Nofernoferuaton legmagasabb ismert uralkodási éve a 3., ez egy feliraton maradt fenn, ami Anhetheperuré thébai villáját említi, ahol egy Ámonnak áldozatokat bemutató írnok szolgált. Ez arra mutat, már zajlott valamiféle kiegyezés az Ámon-papsággal. Szemenhkaré aligha uralkodott tovább egy évnél, mert egy Ahet-Atonban talált mézeskorsó címkéjének feliratán a kivakart „17. év” felirata alatt az „1. év” szerepel, és ugyanitt egy másik korsó címkéjén az „1. év; bor az elhunyt Szemenhkaré birtokáról” felirat áll. Az 1. év itt minden bizonnyal már Tutanhamon uralkodására utal.
Uralkodásának 17. évében Ehnaton elhunyt. Sírja még befejezetlen volt, annak ellenére, hogy oldalsó szárnyába már temettek, így egy eredetileg előcsarnoknak szánt helyiséget sietve sírkamrává alakítottak a temetéshez. Bármilyen rövid is volt Szemenhkaré uralkodása, Ehnaton halálakor még életben volt, és ő lépett trónra, így feltehetőleg a temetési szertartásokat is ő végezte. Nem sokkal később azonban ő is elhunyt, és valószínűleg valamivel korábban Meritaton is. Az új utód Tutanhaton lett, Ehnaton fia, aki feleségül vette Anheszenpaatont.
Az ifjú fáraónak vissza kellett térnie a régi valláshoz, nevét is Tutanhamonra változtatta. A királyi udvar elhagyta Ahet-Atont, de Ehnaton emlékének üldözése igazán csak később, Horemheb uralkodása alatt kezdődött meg; nevét és családtagjaiét eltüntették, kivakarták a falfeliratokból, szobrainak arcát pedig összetörték, városát elkezdték lerombolni. Horemheb romboltatta le a karnaki Gempaatont is. Ehnaton számos épületeinek kisebb kőtégláit (talatátok) megtalálták más épületekbe beépítve, így szerencsére sok megmaradt, ami azért fontos, mert nem egy kőtégla oldala feliratos.
Horemheb uralma végére az Amarna-kor szinte minden emlékét eltüntette, a későbbi királylistákon Ehnaton és közvetlen utódai neve nem szerepel, III. Amenhotepet közvetlenül Horemheb követi.

## Sírja és múmiája

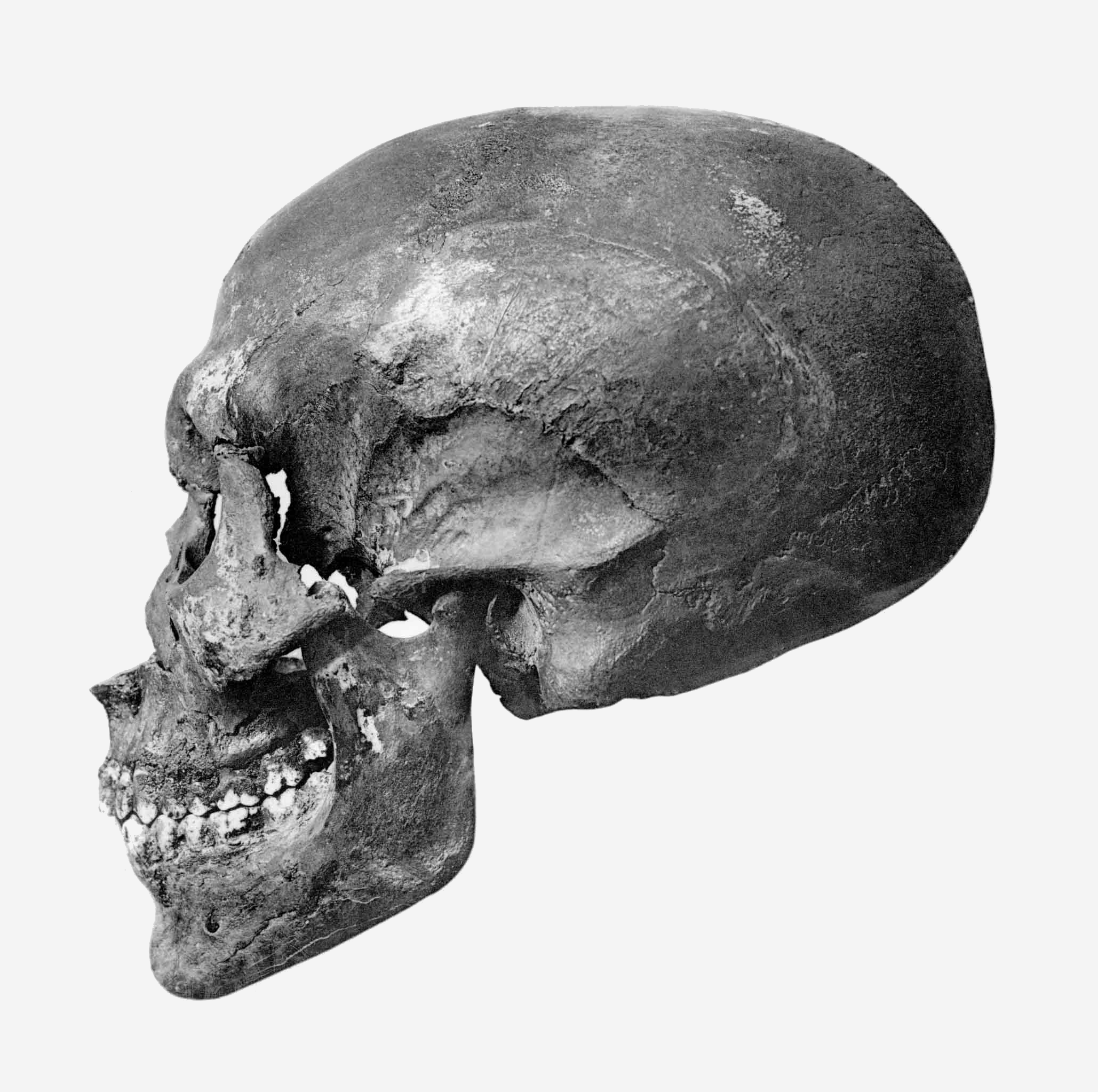
Ehnaton koponyája oldalnézetből; a lelet bizonyítja, hogy a fáraó nagy és megnyúlt fejjel való ábrázolása nem csupán művészi megjelenítés volt

Ehnaton a fővárosa melletti ún. királyi vádiban épített királysírt szánta sírjának, a kis Aton-templom pedig valószínűleg a halotti templomának épült. Itt is temették el halála után, a város kiürítésekor azonban a halottakat is magukkal vitték.
A Királyok völgye 55-ös sírban 1907-ben talált múmiáról évtizedeken át folytak a kutatások, hogy Ehnaton vagy Szemenhkaré múmiája (utóbbi feltételezés azon alapult, hogy egyes vizsgálatok huszonöt évre becsülték a korát halálakor, így túl fiatal lett volna ahhoz, hogy a felnőttként trónra kerülő és tizenhét dokumentált uralkodási évvel rendelkező Ehnaton legyen). Az újabb vizsgálatok korát 35 és 45 év közé teszik, a 2010-ben publikált DNS-vizsgálatok pedig megállapították, hogy a múmiának 99,99999999%-os biztonsággal III. Amenhotep az apja, és 99,99999964% az esélye, hogy Tije az anyja, valamint 99,99999981%-os biztonsággal Tutanhamon a gyermeke, így a múmia nagy bizonyossággal azonosítható Ehnatonnal. A KV35-ben talált, „Fiatalabb hölgy” néven ismert múmia 99,99999997%-os biztonsággal azonosítva lett Tutanhamon anyjaként, ezenkívül Ehnaton testvére volt. Érdekesség, hogy a Fiatalabb hölgyet pár évvel korábban megkísérelték Nofertitivel azonosítani,  róla azonban semmi olyan utalás nem maradt fenn, hogy hercegnő lett volna, így valószínűleg nem testvére Ehnatonnak.

## Ehnaton történelmi megítélése

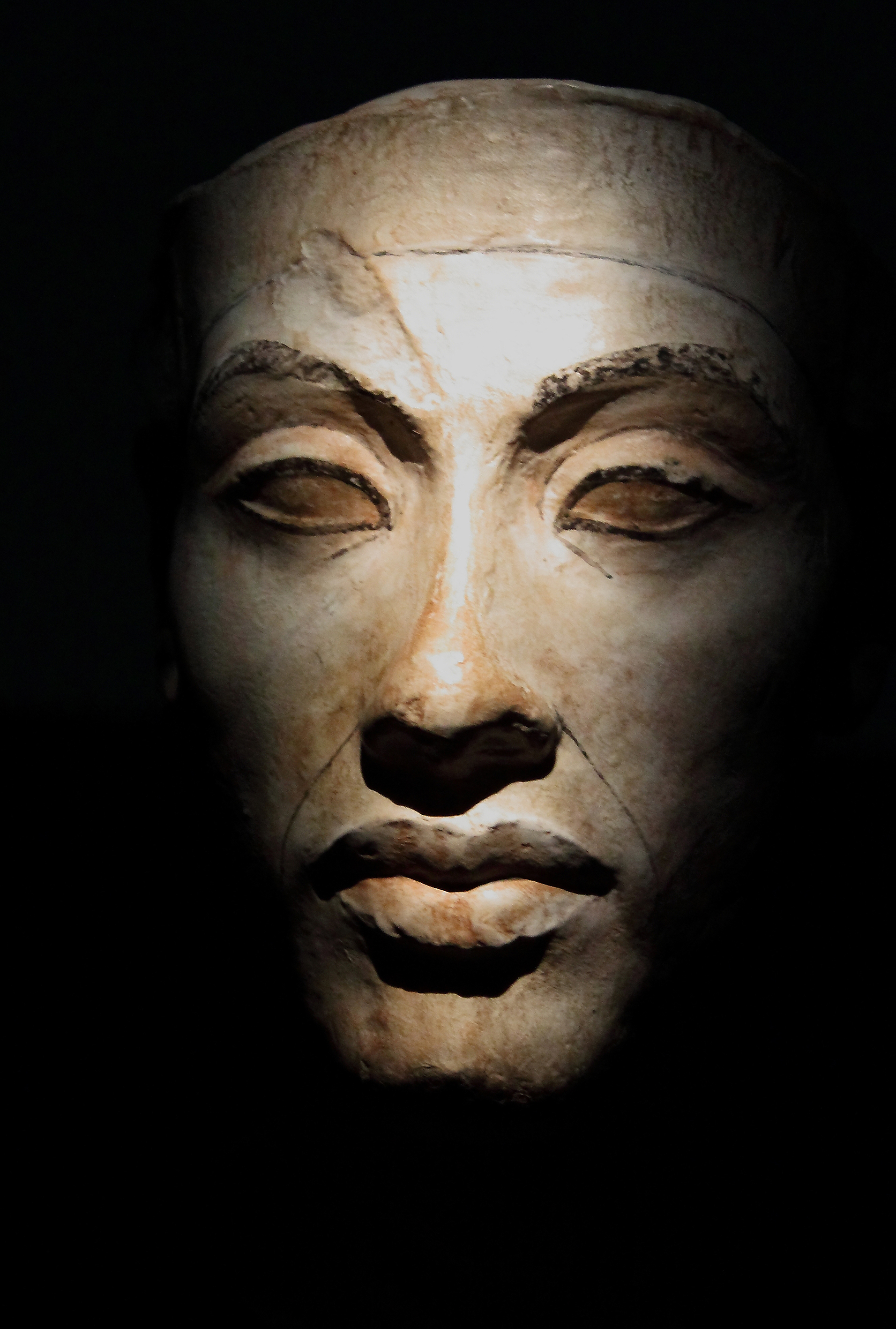
Tanulmányfej másolata Ehnaton vonásaival, Thotmesz szobrász műhelyéből

Ehnaton történelmi megítélése nem egységes. A történészek és írók egy része karizmatikus, nagy formátumú, azonban reformjait valami okból, például kényszerűségből túl hirtelen bevezető politikusnak gondolja. Mások korát megelőző, s azt sajnos nemigen értő, látnoki művészléleknek gyanítják, aki sokszor magát önállósító, de a korabeli viszonyok közül kitörni mégsem tudó eszköz volt a különféle hatalmi érdekcsatározások irányítói kezében. Olyanok is akadnak, akik gyengeelméjűségét feltételezik, több jel is mutat rá, hogy valamilyen többé-kevésbé súlyosabb betegségben (epilepszia, Marfan-szindróma) tényleg szenvedett. Vannak, akik a legrosszabb emlékezetű római császárokhoz hasonlatos, megalomániás, rendkívül pénz- és hataloméhes uralkodónak tartják. Végül olyanok is akadnak, aki szerint tettei nagy része mögött felesége és uralkodótársa, Nofertiti, ésvagy környezetének más tagjai: anyja, vagy Ay Amon-főpap és alkirály állnak. Persze nem biztos, hogy az igazság kizárólag valamelyik előző lehetőséggel volna azonos.
Az a nézet, hogy Ehnaton az első egyistenhívő lett volna, leginkább Sigmund Freud Mózes és az egyistenhit című könyve nyomán vált népszerűvé. A legtöbb egyiptológus nem osztja ezt a nézetet.
Nevét viseli egy kisbolygó, az 1960-ban felfedezett 4415 Echnaton.

## Ehnaton az irodalomban
Ehnatonnal és korával több irodalmi mű is foglalkozik, többek között:
- Andrew Beard: A Múmia éjszakája (ifjúsági regény)
- Paul Doherty: Gonosz árny nyugat felől (regény)
- Pauline Gedge: A tizenkettedik átváltozás (regény)
- Hegedüs Géza: Az írnok és a fáraó (regény)
- Kodolányi János Mózes-életrajza, Az égő csipkebokor
- Thomas Mann: József és testvérei (regény)
- Mereskovszkij: A messiás (regény)
- Gerald Messadié: Nefertiti szeme (regény)
- Nemes Nagy Ágnes: Akhenáton az égben (vers)
- Mika Waltari: Szinuhe (regény)

## Titulatúra
A fáraók titulatúrájának magyarázatát és történetét lásd az Ötelemű titulatúra szócikkben.
| G5 |

| G5 |

| E1 · D40 | i | t · n · ra · N36 |

| E1 · D40 | i | t · n · ra · N36 |

| E1 · D40 | i | t · n · ra · N36 |

| E1 · D40 | i | t · n · ra · N36 |

| G5 |

| G5 |

| E1 · D40 | i | t · n · ra · N36 |

| E1 · D40 | i | t · n · ra · N36 |

| E1 · D40 | i | t · n · ra · N36 |

| E1 · D40 | i | t · n · ra · N36 |

| G16 |

| G16 |

| wr · r | sw | t | i | i | Aa13 · Axt · t · pr | i | t · n · ra |

| wr · r | sw | t | i | i | Aa13 · Axt · t · pr | i | t · n · ra |

| G16 |

| G16 |

| wr · r | sw | t | i | i | Aa13 · Axt · t · pr | i | t · n · ra |

| wr · r | sw | t | i | i | Aa13 · Axt · t · pr | i | t · n · ra |

| G8 |

| G8 |

| U39 | r · n · V10 · n | i | t · n · ra |

| U39 | r · n · V10 · n | i | t · n · ra |

| G8 |

| G8 |

| U39 | r · n · V10 · n | i | t · n · ra |

| U39 | r · n · V10 · n | i | t · n · ra |

| M23 | L2 |

| M23 | L2 |

| ra | nfr | xpr | ra · Z2 · wa · n |

| ra | nfr | xpr | ra · Z2 · wa · n |

| ra | nfr | xpr | ra · Z2 · wa · n |

| ra | nfr | xpr | ra · Z2 · wa · n |

| ra | nfr | xpr | ra · Z2 · wa · n |

| ra | nfr | xpr | ra · Z2 · wa · n |

| ra | nfr | xpr | ra · Z2 · wa · n |

| ra | nfr | xpr | ra · Z2 · wa · n |

| M23 | L2 |

| M23 | L2 |

| ra | nfr | xpr | ra · Z2 · wa · n |

| ra | nfr | xpr | ra · Z2 · wa · n |

| ra | nfr | xpr | ra · Z2 · wa · n |

| ra | nfr | xpr | ra · Z2 · wa · n |

| ra | nfr | xpr | ra · Z2 · wa · n |

| ra | nfr | xpr | ra · Z2 · wa · n |

| ra | nfr | xpr | ra · Z2 · wa · n |

| ra | nfr | xpr | ra · Z2 · wa · n |

| G39 | N5 | \| \| |
|     |    |       |

|  |

| G39 | N5 | \| \| |
|     |    |       |

|  |

| i | t · n · ra | G25 | x · n |

| i | t · n · ra | G25 | x · n |

| i | t · n · ra | G25 | x · n |

| i | t · n · ra | G25 | x · n |

| i | t · n · ra | G25 | x · n |

| i | t · n · ra | G25 | x · n |

| i | t · n · ra | G25 | x · n |

| i | t · n · ra | G25 | x · n |

| G39 | N5 | \| \| |
|     |    |       |

|  |

| G39 | N5 | \| \| |
|     |    |       |

|  |

| i | t · n · ra | G25 | x · n |

| i | t · n · ra | G25 | x · n |

| i | t · n · ra | G25 | x · n |

| i | t · n · ra | G25 | x · n |

| i | t · n · ra | G25 | x · n |

| i | t · n · ra | G25 | x · n |

| i | t · n · ra | G25 | x · n |

| i | t · n · ra | G25 | x · n |